# Stuart Holland
Stuart Kingsley Holland (né le 25 mars 1940) est un économiste britannique et ancien homme politique.
Il est député du Parti travailliste, pour la circonscription de Vauxhall à Lambeth, Londres, de 1979 à 1989, date à laquelle il démissionne de son siège pour occuper un poste à l'Institut universitaire européen de Florence.
Il occupe des postes d'enseignement et de recherche dans les universités d'Oxford, du Sussex, de l'Institut universitaire européen, des universités de Roskilde et de Coimbra et est l'auteur de plus de 180 articles. Holland est actuellement professeur invité à la faculté d'économie de l'Université de Coimbra et chercheur principal à l'Institut d'études sociales et européennes de Köszeg, Hongrie .

## Biographie
Né en 1940, Stuart Holland étudie et enseigne l'histoire et la théorie politique à l'Université d'Oxford, puis devient conseiller d'Harold Wilson sur les affaires européennes et obtient le consentement de Charles de Gaulle pour une deuxième candidature britannique à l'adhésion à la Communauté européenne .
Démissionnant du 10 Downing Street lorsque Wilson ne donne pas suite à cela, il obtient un doctorat en économie à Oxford et rédige ce qui est devenu au début des années 1970 le programme économique des travaillistes tout en enseignant à l'Université du Sussex ,.
Son argumentaire en faveur des holdings d'État dans l'énergie et l'industrie conduit à la création de la British National Oil Corporation et d'un National Enterprise Board. Ses propositions d'agences de développement régional conduisent à la création des agences de développement écossaises, galloises et nord-irlandaises et du Greater London Enterprise Board (aujourd'hui London Enterprise).
De 1979 à 1989, il est député travailliste de Lambeth Vauxhall. En tant que ministre fantôme de la coopération au développement de 1983 à 1987, il rédige le rapport de 1985 sur le défi mondial pour l'Internationale socialiste et dirige la première délégation du Parti travailliste en Chine depuis Clement Attlee en 1952. Il est ensuite secrétaire financier fantôme du Trésor avant de quitter Westminster pour aider Jacques Delors à façonner les politiques de l'UE pour la cohésion économique et sociale.
Les députés démissionnent de la Chambre des communes en étant nommés à un poste à but lucratif sous la Couronne. Holland est nommé au poste sinécure de Steward of the Chiltern Hundreds, et l'occupe pendant cinq ans et 247 jours, la plus longue période pendant laquelle le poste est occupé depuis sa création en 1850.
Ses propositions à Delors d'obligations américaines de type New Deal pour compenser les conditions déflationnistes de la dette et du déficit de Maastricht ont refait surface pendant la crise de la zone euro . Sa proposition à Delors d'une nouvelle conférence de Bretton Woods est approuvée par Bill Clinton lors de son premier G7 à Naples, mais n'est pas suivie par les gouvernements européens .
Ses premiers conseils à Andréas Papandréou, soutenu par François Mitterrand, conduisent à la première révision du traité de Rome, avec des engagements à la fois en faveur d'un marché intérieur et de la cohésion économique et sociale dans l'Acte unique européen de 1986.
Il conseille ensuite le Premier ministre portugais António Guterres sur la cohésion et la convergence pour la Banque européenne d'investissement afin d'investir dans la santé, l'éducation, la régénération urbaine et les nouvelles technologies sans que cela pèse sur la dette nationale. En 1997, le Conseil européen l'a approuvé, tout comme les représentants des employeurs et des syndicats au Comité économique et social de l'UE en 2012.
En 2010, il co-écrit A Modest Proposal avec l'économiste grec Yanis Varoufakis .